# Baharat
Baharat é uma mistura de condimentos típica do Médio Oriente, muito utilizada na culinária árabe. A palavra “baharat” significa “pimenta” em árabe e os ingredientes básicos são a pimenta preta e a pimenta-da-jamaica, mas normalmente contém muito mais condimentos.
Uma receita tradicional de baharat inclui pimenta preta, coentro, canela, cravinho, cominho, cardamomo, noz moscada, todos moídos, e páprica. Outros ingredientes constantes da informação disponível incluem gengibre, brotos de rosa, limão negro, sumagre e casca de Cassia.